# Tata Laércio de Lemba
Laércio Messias do Sacramento ou Tata Laércio de Lemba, é um pernambucano que, em 1962, foi iniciado no candomblé, na cidade de Duque de Caxias (RJ), pela Mameto Ermelice dos Santos, filha de Joãozinho da Gomeia. Em 1990, Laércio foi a Salvador para cumprir uma obrigação religiosa no Terreiro do Bate Folha e, a partir de então, resolveu mudar-se para a Bahia. Transferiu o Terreiro Casa de Lemba do interior do Rio de Janeiro para Jauá, em 1993, passando a ser chamado por Terreiro de Jauá Manso Kilembekweta Lemba Furaman.